# Лушниковка (Актюбинская область)
Лушниковка (каз. Лушников) — упразднённое село в Каргалинском районе Актюбинской области Казахстана. Входило в состав Ащилисайского сельского округа. Ликвидировано в 2000-е годы.

## Население
В 1999 году население села составляло 18 человек (9 мужчин и 9 женщин).